# スーパーマンIII/電子の要塞
『スーパーマンIII/電子の要塞』（スーパーマンスリー でんしのようさい、Superman Ⅲ）は、1983年のアメリカ合衆国・イギリスのスーパーヒーロー映画。監督はリチャード・レスター、出演はクリストファー・リーヴとリチャード・プライヤーなど。アメリカン・コミック作品『スーパーマン』を原作としている。

## 概要
1978年から続く映画シリーズの3作目。悪役をレックス・ルーサー一味から大会社を経営するウェブスター姉弟に、ヒロインをロイス・レーンからラナ・ラングに置き換えた作品。レックス・ルーサー役のジーン・ハックマンは4作品の中で唯一出演していない。
元々ナンバリング・タイトルではなかった（本来の題名は『スーパーマンvs.スーパーマン』）という経緯のある本作は、多分に番外篇的な要素を含んでいる。本来スラップスティックなコメディ活劇を得意とするリチャード・レスターが、『II』の途中参加を経て今作では本格的にメガホンを取った。有名コメディアンのリチャード・プライヤーもメインキャストに起用され、コメディ要素が大幅に増加。前2作のセルフ・パロディと呼べる作品に仕上がった。
悪の人格のスーパーマンのスーツは全体に浅黒く、リーヴも無精髭を生やして、いかにもやさぐれたイメージになっている。善悪2人「スーパーマン対クラーク・ケント」の対決ではリーヴが2役を演じ、スタンドインや合成によって当時の映像技術で可能な限りの演出をみせてくれる。

## ストーリー
メトロポリスに本拠を置く企業グループのウェブスコーにプログラマーとして勤務する男ガス・ゴーマンは、社員に支払われなかった給料の端数分を全てまとめて自分の口座に振り込ませるプログラムを考案し実行する。当初、それは成功するが、社長のロス・ウェブスターに見破られてしまい、ゴーマンはウェブスターの命令には逆らえない立場に落ちてしまう。
デイリー・プラネット紙では、クラーク・ケントがペリー・ホワイト編集主幹を説得し、クラークの地球での故郷スモールヴィルで開催される高校の同窓会のためにジミー・オルセンと一緒に取材を兼ねて出張する。一方、記者仲間でクラークに片想いしているロイス・レーンはバミューダでの休暇に出発する。スモールヴィルに向かう途中、クラークはスーパーマンとして、過熱すると腐食性蒸気を発生する不安定なベルトリン酸を貯蔵している化学工場の火災を消火する。
同窓会でクラークは、リッキーという幼い息子を持つ離婚歴のある幼なじみのラナ・ラングと再会する。クラークは、嘗てのいじめっ子でラナの元ボーイフレンドであるブラッド・ウィルソンから嫌がらせを受ける。ラナとピクニックに出かけたクラークは、意識を失ってコンバインに巻き込まれそうになっていたリッキーを、スーパーマンに変身して救う。 
コーヒー相場を牛耳って大儲けを企むウェブスターは、ゴーマンに命じてアメリカの気象衛星バルカンを操り、自社の意向に従わないコロンビア共和国で竜巻を起こしてコロンビアのコーヒー生産を壊滅させ、市場をひっ迫させることを命じる。ガスは、ウェブスコーの子会社を利用して衛星のプログラムを改変するために、スモールヴィルに行く。バルカンは嵐を起こすが、スーパーマンがそれを無力化する。スーパーマンが自分の計画に対する脅威になると見たウェブスターは、ガスにクリプトナイトを作り出すよう命令する。ガスはバルカンを使ってクリプトン星の破片を分析する。クリプトナイトを構成する元素の1つが突き止められなかったため、タールで代用する。
ラナはスーパーマンにリッキーの誕生日パーティーに出席するよう頼むが、スモールヴィル当局はスーパーマンの来訪を町のお祝い行事に変えてしまう。陸軍将校に変装したガスとウェブスターの姉ベラは、賞品として欠陥のあるクリプトナイトをスーパーマンに贈る。クリプトナイトの作用を受けたスーパーマンは少しおかしくなり、ピサの斜塔をまっすぐにしたり、オリンピックの聖火を吹き消すなどのいたずらをする。
ガスはウェブスターに世界で最も進んだスーパーコンピューターの製造を依頼する。ガスが世界中の石油タンカーを大西洋の真ん中に誘導してエネルギー危機を引き起こすのであればと、ウェブスターは同意する。ウェブスターのガールフレンドのローレライはスーパーマンを誘惑し、タンカーの一隻を待ち伏せして石油流出を引き起こすよう説得する。
スーパーマンは神経衰弱に陥り、不道徳で堕落した暗いスーパーマンと道徳的で温厚なクラーク・ケントの2つの人格に分裂する。2人は戦い、クラークが邪悪な自分を打ち負かす。正気を取り戻したスーパーマンは、石油流出の被害を解消する。爆発するロケット弾と新型戦略空中発射ミサイルから身を守った後、彼はウェブスター、ベラ、ローレライと対峙する。スーパーコンピューターはスーパーマンの弱点を特定し、純粋なクリプトナイトのビームを発射する。
罪悪感に駆られたガスは、斧でクリプトナイト光線の発射源を破壊する。スーパーマンは危機を脱するが、コンピューターは自己認識を持ち、ガスの無効化の試みから防御する。コンピューターはベラをサイボーグに変え、兄ウェブスターとローレライをエネルギー線で動けなくする。スーパーマンがベルトリン酸を持って戻って来る。スーパーコンピューターから発せられる強烈な熱により酸が揮発し、コンピューターが破壊される。ガスはメトロポリスに戻ることを断り、ウェストバージニアで新たなスタートを切ることにする。
クラークはメトロポリスに引っ越したラナを訪ねる。ペリー・ホワイトの秘書としての新たな仕事に就いたラナにロイスは驚く。ロイスはバミューダの汚職に関する記事を持って休暇から戻り、クラークが書いた故郷に関する記事を読んでクラークへの敬意を新たにする。スーパーマンはピサの斜塔を修復し、次の冒険を求めて朝日に向かって飛び立つ。

## キャラクター
ガス（オーガスト）・ゴーマン
演 - リチャード・プライヤー
何をやっても失敗して解雇され続け（概ね1日で解雇されていた。最短記録は28分）、36週連続で失業していた男。だが、ふとしたことで天才的なコンピュータ操作の才があることが判明。社員に支払われなかった給料の端数分1/2セントを全て自分の口座に振り込ませるプログラムを組んだことで、社長のウェブスターに目を付けられ、悪事に加担させられてしまう。その報酬として自分の設計した「最強のコンピュータ」を望む。腕と口は立つが、非情に徹しきれない小悪党。手なぐさみに持ち歩いているヨーヨーを思わぬ場面で役立てている。
ロス・ウェブスター
演 - ロバート・ヴォーン
100社を超える関連会社を持つ貿易業の社長。だが、裏では金と権力にものを言わせ、市場の独占を企んでいる。ガスの類稀なるコンピュータ技術の才能を見抜き、彼にハッキングさせて世界中の貿易を牛耳ろうとする。
ヴェラ・ウェブスター
演 - アニー・ロス
ロスの姉で参謀役。老け顔で、ガスにはロスの母親だと思われた。本人も気にしている様子で、人前では自分はロスの「年の離れた妹」と自称する。送電線から電気を奪い、所々を停電させながら自発動したスーパー・コンピュータに巻き込まれ、体を機械で覆われてロスやローレライにも攻撃をかけるが、スーパーマンに阻止される。そしてスーパー・コンピュータの崩壊で元の体に戻る。
ローレライ
演 - パメラ・スティーヴンソン
ロス・ウェブスターの雇った心霊栄養学の専門家。いかにもセクシー脳天気な態度を取っているが、それは芝居で、実際にはかなりのキレ者。悪に染まったスーパーマンをおびき出す役を買って出たりと積極的。

## キャスト
| 役名                          | 俳優                     | 日本語吹き替え |
| 役名                          | 俳優                     | テレビ朝日版 （吹替補完版） |
| ----------------------------- | ------------------------ | --- |
| スーパーマン クラーク・ケント | クリストファー・リーヴ   | 佐々木功 |
| ガス・ゴーマン                | リチャード・プライアー   | 樋浦勉 |
| ラナ・ラング                  | アネット・オトゥール     | 鈴木弘子 |
| ロイス・レーン                | マーゴット・キダー       | 平野文 |
| ペリー・ホワイト              | ジャッキー・クーパー     | 近石真介 |
| ジミー・オルセン              | マーク・マクルーア       | 古谷徹 |
| ロス・ウェブスター            | ロバート・ヴォーン       | 矢島正明 |
| ヴェラ・ウェブスター          | アニー・ロス             | 来宮良子 |
| ローレライ                    | パメラ・スティーヴンソン | 松金よね子 |
| ブラッド                      | ギャヴァン・オハーリー   | 堀勝之祐 （梶雅人） |
| その他                        |                          | 渕崎ゆり子 島美弥子 市川千恵子 池水通洋 前沢迪雄 西尾徳 中島喜美栄 嶋俊介 千田光男 岡部政明 増岡弘 藤本譲 広瀬正志 島香裕 屋良有作 安田隆 大塚芳忠 高島雅羅 大門夏子 芝夏美 横尾まり 鈴木一輝 吹替補完版 辻祐子 佐伯美由紀 もりなつこ 白滝まつり 青木崇 瀧村直樹 丸田光 藤高智大 西村太佑 |

- テレビ朝日版： 初回放送1985年10月6日『日曜洋画劇場』
  - Blu-ray『スーパーマン モーション・ピクチャー・アンソロジー』及び単品Blu-rayには再放送短縮版の音源を収録。(正味120分)
- テレビ朝日版・吹替補完版：初回放送2014年8月30日『土曜吹替劇場』
  - 上記の吹き替えでカットされた部分を追加録音したもの[4]。

## スタッフ
- 監督：リチャード・レスター
- 製作：ピエール・スペングラー（英語版）
- 製作総指揮：イリヤ・サルキンド
- 脚本：デイヴィッド・ニューマン、レスリー・ニューマン
- 撮影：ロバート・ペインター（英語版）
- 音楽：ケン・ソーン（英語版）

### 日本語版
- 字幕翻訳：戸田奈津子

| 吹き替え       | テレビ朝日版 （吹替補完版）   |
| -------------- | ----------------------------- |
| 演出           | 佐藤敏夫                      |
| 翻訳           | 木原たけし （伊藤里香）       |
| 調整           | 切金潤                        |
| 効果           | 遠藤堯雄 桜井俊哉             |
| プロデューサー | 圓井一夫                      |
| 制作           | 東北新社 （ブロードメディア） |
| 制作           | テレビ朝日                    |

## 作品の評価
Rotten Tomatoesによれば、56件の評論のうち高評価は30%にあたる17件で、平均点は10点満点中4.6点、批評家の一致した見解は「『スーパーマンIII/電子の要塞』は、ギャグやドタバタ、そしてリチャード・プライヤーを使いすぎていないところでは、以前のスーパーマン映画から核心部分を焼き直したプロットに頼っている。」となっている。
Metacriticによれば、15件の評論のうち、高評価は3件、賛否混在は8件、低評価は4件で、平均点は100点満点中44点となっている。